# Martine Faure

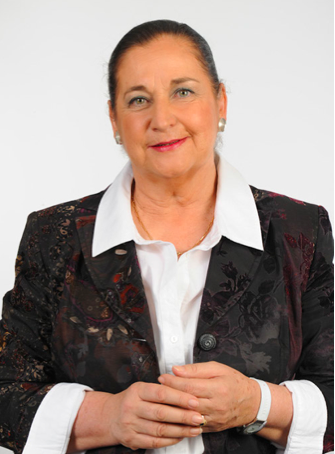
Martine Faure

Martine Faure (* 30. September 1948 in Langon, Département Gironde) ist eine französische Politikerin. Sie ist seit 2007 Abgeordnete der Nationalversammlung.
Faure war ab 1970 als Lehrerin tätig und trat 1979 der Parti socialiste (PS) bei. Für diese gelang ihr der Einzug in den Gemeinderat von Aillas. Nachdem ihr auf Gemeindeebene der Aufstieg zur zweiten Bürgermeisterin gelungen war, wurde sie 1998 in den Generalrat des Départements Gironde und anschließend zu dessen Vizepräsidentin gewählt. Dem folgte eine erfolgreiche Kandidatur bei den Parlamentswahlen 2007, bei denen sie über den neunten Wahlkreis von Gironde in die Nationalversammlung einzog. Während sie bei den folgenden Wahlen im Jahr 2012 von ihrem Parteifreund Gilles Savary als Abgeordnete des Wahlkreises beerbt wurde, trat sie stattdessen im zwölften Wahlkreis des Départements an und wurde erneut gewählt.